# I Want a Girl (Just Like the Girl That Married Dear Old Dad)
„I Want a Girl (Just Like the Girl That Married Dear Old Dad)“ (občas zkráceno na „I Want a Girl“) je populární píseň z roku 1911, ke které složil hudbu Harry Von Tilzer a text napsal William Dillon. Stala se standardem barbershopu.
Von Tilzer a Dillon nikdy předtím společně píseň nesložili. Když se však ocitli ve stejném programu vaudeville, Von Tilzer navrhl, že by mohli na některých písních spolupracovat. Dillon již měl úspěchy s písněmi o dívkách, například „I'd Rather Have a Girlie than an Automobile“, Von Tilzer tedy navrhl, že by mohli společně složit další píseň na toto téma. Píseň dokončili v únoru a vydali 11. března 1911. Zatímco zpěváci si ji okamžitě oblíbili, Dillon a Von Tilzer ji příliš nevyužívali.

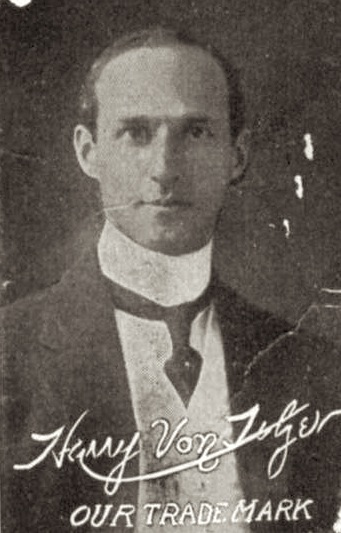
Harry Von Tilzer, skladatel

Stala se jednou z nejpopulárnějších písní roku 1911, překonala ji pouze skladba „Alexander's Ragtime Band“ od Irvinga Berlina. Podle Dillonova nekrologu v The New York Times z roku 1966 se písně prodalo přes pět milionů partitur a nahrávek.
Mezi mnohými vystoupeními v popkultuře se píseň objevila ve filmech Show Business z roku 1944, The Jolson Story z roku 1946 a v epizodě animovaného seriálu Kačeří příběhy z 80. let 20. století.[zdroj⁠?!] Píseň se také objevila v DLC Whistleblower pro hororovou videohru Outlast.
Protože píseň odkazuje na mladého muže, který si chce najít ženu podobnou své matce, podle některých komentářů text a název písně propaguje Oidipovský komplex.

## Text
1. sloka

When I was a boy my mother often said to me

Get married boy and see how happy you will be

I have looked all over, but no girlie can I find,

Who seems to be just like the little girl I have in mind,

I will have to look around until the right one I have found.

Refrén

I want a girl, just like the girl that married dear old Dad,

She was a pearl and the only girl that Daddy ever had,

A good old fashioned girl with heart so true,

One who loves nobody else but you,

I want a girl, just like the girl that married dear old Dad.

2. sloka

By the old mill stream there sit a couple old and gray,

Though years have rolled away, their hearts are young today.

Mother dear looks up at Dad with love light in her eye,

He steals a kiss, a fond embrace, while ev'ning breezes sigh,

They're as happy as can be, so that's the kind of love for me.

## Významné nahrávky
- Peerless Quartet (29. května 1911)
- American Quartet s Walterem Van Bruntem (27. července 1911)[11]
- Dorothy Ward (leden 1913)
- Ella Retford (20. léta 20. století)
- Dan Hornsby Trio (1928) Columbia
- Al Jolson (28. listopadu 1947)
- Frankie Carle (1948)
- Four Lovers (1956)
- Graham Cuthbertson — Eddie Gluskin v DLC Outlast: Whistleblower (2013)
- Singing Mushrooms ze zábavního parku Kings Dominion (1975—1990;2014—)